# Isla Esabo
Isla Esabo (en francés: île Esabo) es una isla en el río Congo, que se encuentra en la República Democrática del Congo, cerca de la localidad de Yamonongeri, aguas arriba de la isla Elumba. La Isla Esabo es de casi 30 km de longitud y se localiza en las coordenas geográficas 
01°49′26″N 23°07′24″E / 1.82389, 23.12333.